# Herb Świdwina
Herb Świdwina – jeden z symboli miasta Świdwin w postaci herbu.

## Wygląd i symbolika
Herb przedstawia na srebrnej tarczy czerwonego orła patrzącego w prawo, wznoszącego się nad czerwoną, ceglaną i blankowaną bramą zamkową. Po prawej i lewej stronie bramy fragmenty murów, także z czerwonej cegły i z blankami.
Orzeł jest herbem margrabiów brandenburskich, którzy lokowali miasto w XIII wieku. Brama nawiązuje do zamku wzniesionego w Świdwinie w tym samym okresie.

## Historia
Wizerunek herbowy znany jest od XIV wieku.